# Довлатов (фильм)
«Довлатов» — российский художественный фильм 2018 года, режиссёра Алексея Германа-младшего.
Мировая премьера состоялась 17 февраля 2018 года; в российский прокат фильм вышел 1 марта 2018.

## Сюжет
Фильм повествует о нескольких днях из жизни писателя Сергея Довлатова в Ленинграде начала 1970-х годов, накануне эмиграции его друга, будущего лауреата Нобелевской премии Иосифа Бродского.
«Мы делали фильм-ощущение, джазовую импровизацию, которая вовсе не должна быть веселой и духоподъёмной. К тому же сам Довлатов — не классический писатель, а собеседник и товарищ, который сидит рядом с вами на стуле и ничему вас не поучает. Он избавился от проклятия, что поэт в России больше, чем поэт», — говорил о своей идее режиссёр А. Герман.

## В главных ролях
| Актёр               | Роль                               |
| ------------------- | ---------------------------------- |
| Милан Марич         | Сергей Довлатов                    |
| Данила Козловский   | Давид                              |
| Хелена Суецкая      | жена Довлатова Елена               |
| Ева Герр            | Катя Довлатова                     |
| Артур Бесчастный    | Иосиф Бродский                     |
| Антон Шагин         | поэт, метростроевец Антон Кузнецов |
| Светлана Ходченкова | актриса, подруга Довлатова         |
| Елена Лядова        | молодой редактор                   |
| Игорь Митюшкин      | художник Шолом Шварц               |
| Пётр Гонсовский     | Семён Александрович                |
| Тамара Оганесян     | мать Сергея Довлатова Нора         |
| Анна Екатерининская | зам. директора завода              |
| Сергей Толстов      | редактор заводской газеты          |
| Ханна Слешинска     | редактор литературного журнала     |
| Мария Ярвенхельми   | финская туристка                   |

## Съёмочная группа
- Авторы сценария: Алексей Герман-младший, Юлия Тупикина
- Режиссёр-постановщик: Алексей Герман-младший
- Оператор-постановщик: Лукаш Жаль[пол.]
- Художник-постановщик, художник по костюмам: Елена Окопная
- Художник по гриму: Наталья Раткевич

## Создание
Предложение снять фильм о Довлатове поступило от его дочери, потом С. Говорухин снял свой фильм «Конец прекрасной эпохи» по мотивам рассказов Довлатова. В 2013—2014 годах Герман вернулся к переговорам о фильме с семьей писателя, и было решено попробовать делать не экранизацию автобиографии, а вольную интерпретацию фрагмента. Начали готовить сценарий с Юлией Тупикиной, потом начали добавляться детали про ленинградских художников начала 1970-х. «Самое сложное было решить, к кому двигаться. Говорить об эпохе или следовать прозаической личной истории, — вспоминал А. Герман. — И мы в какой-то момент решили отказаться от его прозы, чтобы лучше попробовать поймать дух эпохи, ощущение ленинградской компании, нежели рабски повторять невероятный литературный юмор Довлатова».
Работа над картиной стартовала в начале 2015 года. Съёмки начались в феврале 2016 года и длились 61 съёмочный день. Полностью работа над фильмом была завершена в конце 2017 года.
Имя исполнителя главной роли авторы долгое время держали в тайне, 2 сентября 2016 стало известно, что это сербский актёр Милан Марич. По словам режиссёра: «В России не было артиста, не вызывающего второго, третьего, четвёртого ряда мыслей. Известный артист вызвал бы реакцию отторжения».
Среди других исполнителей: Елена Лядова, Данила Козловский, Антон Шагин, Светлана Ходченкова, Хелена Суэцка, Ева Герр, Артур Бесчастный и другие.
Чтобы добиться наибольшего правдоподобия в воссоздании прошлого, создатели фильма обратились за помощью к жителям Санкт-Петербурга. Петербуржцев просили приносить на киностудию «Ленфильм» одежду, фотографии, бытовые предметы и даже мебель — всё, что относится к периоду до начала 1970-х годов. Однако этого оказалось мало: аутентичные вещи для съемок собирали в других городах России, а также в Италии, Грузии, Армении. «В кино про 1970-е художники проходятся по первому вещественному ряду, зафиксированному максимально в памяти большинства. А мне интересна личная история, через которую предметы начинают оживать, — говорил А. Герман. — Мы активно общались с Катей и Леной, женой и дочерью Довлатова».
Прежде чем приступить к работе над картиной, продюсеры проекта заказали всероссийский соцопрос: «Нужен ли фильм про Довлатова?». 28,6 % респондентов ответили «да», причём большинство из них — молодые люди.

## Прокат
В ходе Европейского международного кинорынка (EFM), прошедшего в рамках Берлинале, права на показ фильма были приобретены почти 30 странами, показом в англоязычных и скандинавских странах занималась Netflix.
Дистрибьютором фильма в России выступил WDSSPR, число копий составило 397 штук. Изначально кинопрокат планировалось вести с 1 по 4 марта, но из-за повышенного зрительского интереса он был продлён до 11 марта. К 28 февраля предпродажи картины составили высокие для авторского кино 6,5 млн рублей (у лидирующего по этому показателю фильма «Лёд» — 13 млн рублей. За четыре дня проката картина собрала 98 570 099 рублей, её посмотрело 316 433 человека (итоговые сборы составили 122,742 млн рублей, число зрителей составило более 396 тыс. человек), при затратах в 150 млн. Часть вырученных средств планировалось направить на поддержку учреждённой в 2017 году литературной премии «Лицей» имени А. С. Пушкина для молодых писателей.
13 марта 2018 года состоялся показ картины в редакции «Российской газеты», благодаря публикациям которой были найдены инвесторы для этого проекта.

## Критика
Кинокритик Юрий Богомолов посчитал решение Алексея Германа-младшего показать время той эпохи продолжением стиля его отца, в качестве примера приведя фильм «Мой друг Иван Лапшин».
Кинокритик Антон Долин назвал «Довлатова» «самой зрелой, цельной и внятной» картиной Алексея Германа-младшего, которая к тому же стала для режиссёра и самой личной. Также был назван удачным выбор исполнителя главной роли.
Журналистка «Интерфакса» Екатерина Загвоздкина отметила общее ощущение иллюзии и сна, манеру киноповествования в духе Алексея Германа-старшего и высокое режиссёрское мастерство.
Журналистка Анна Наринская посчитала удачей фильма передачу атмосферы и интонации 1970-х годов, вместе с тем усмотрев несоответствие кинематографического Довлатова его реальному прототипу и наличие ряда несоответствий и умолчаний.
Писатель и журналист Александр Генис, лично знавший Довлатова, в целом положительно отнёсся к картине, которая по его мнению не столько о Довлатове, «а о его среде, то есть обо всех нас, инвалидах Застоя, которые перезимовали и выжили, а теперь смотрят в прошлое, не уступая ему ни одного ностальгического сантимента».
Кинокритик Василий Степанов считает, что «проклятие у фильма одно — это текст», но хвалит художественную постановку и отображение эпохи.

## Награды
Фильм участвовал в основном конкурсе 68-го Берлинского кинофестиваля:
- «Серебряный медведь» за выдающиеся достижения в области киноискусства — художник-постановщик Елена Окопная.[22]
- Приз независимого жюри газеты Berliner Morgenpost на Берлинском кинофестивале — 2018.[23]
- Премия «Золотой Орел» за 2018 год в номинации «Лучшая женская роль второго плана» (Светлана Ходченкова)[24].
- Премия «Ника за 2019 год» в номинации «Лучшая работа художника»[25].